# Всенародна республіканська партія
Всенародна республіканська партія (APRP) — політична партія Гани за часів Другої республіки (1969–1972). За результатами виборів, що відбулись 29 серпня 1969 року, партія здобула 1 зі 140 місць у Національній асамблеї.